# 于亚杰
于亚杰（英語：Angela Yu，2003年3月8日—），澳洲女子羽毛球運動員。

## 生涯
1996年夏季奧林匹克運動會羽毛球比賽女子雙打銅牌得主唐鹤恬於1999年退役后與同爲羽毛球運動員的于起結婚。後來移民至澳洲並誕下一兒一女，分別爲于亚杰和同爲羽毛球運動員的弟弟亚贝。
2019年，16歲的于亚杰在大洋洲青年羽毛球錦標賽展開首秀。她先是與大隊奪得混合團體的冠軍。緊接著她在個人項目中奪得兩金一銅，她在女子單打準決賽中以直落兩局不敵頭號種子、紐西蘭的Li Shaun Na；接著在女子雙打和混合雙打項目中于亚杰分別與Kaitlyn Ea與亚贝合作奪得兩座冠軍。
2022年4月，于亚杰與米切爾·惠勒合作出戰大洋洲羽毛球錦標賽混合雙打項目。在準決賽中，他們以0比2（9比21、21比23）不敵頭號種子、紐西蘭的奧利弗·萊頓-戴維斯/阿諾娜·白組合，奪得季軍。
2023年起，于亚杰開始與塞特亚纳·玛帕萨搭檔出戰女子雙打比賽。她們的首戰是在大洋洲北馬里亞納群島舉辦的北馬里亞納公開賽以及塞班島國際賽；她們在這兩場賽事中前後在16強和準決賽中皆敗給日本組合保原彩夏/水津優衣。7月，于亚杰與玛帕萨轉戰蒙古國國際挑戰賽，她們一路殺進決賽並以直落兩局（16比21、18比21）不敵賽會三號種子、香港的呂樂樂/吳詠瑢組合，獲得亞軍。9月，于亚杰與玛帕萨以七號種子身份參加超級100級別的高雄大師賽，她們在準決賽中以2比1（21比12、20比22、23比21）險勝地主選手許尹鏸/林芝昀，首次闖進超級賽級別決賽。她們在決賽同樣以2比1擊敗日本的川添麻依子/小西春七為澳大利亞奪得在2023年世界羽聯世界巡迴賽的首座冠軍。高雄大師賽結束後，于亚杰與玛帕萨回到家鄉參加較低級別的本迪戈國際賽以及雪梨國際賽，她們在這兩場賽事中皆勇奪冠軍。11月，于亚杰與玛帕萨連續兩周在印度舉辦的超級300級別賽義德·莫迪國際賽和超級100級別古瓦哈蒂大師賽上闖進準決賽。同時也是她們首次闖進超級300賽級別的準決賽，創下生涯最佳。
2024年2月，于亚杰與玛帕萨以頭號種子身份出戰大洋洲羽毛球錦標賽並在決賽中以2比0擊敗二號種子、同為澳大利亞的Kaitlyn Ea/格罗娅·萨莫维尔，首度登頂大洋洲錦標賽。隨後在一星期後舉辦的2024年大洋洲羽毛球男女子團體錦標賽上跟隨大隊奪得冠軍，取得2024年優霸盃的參賽資格。3月，于亚杰與玛帕萨在瑞士公開賽的次圈和八強賽上爆冷擊敗賽會三號種子（印尼的法布里安娜·德维普吉·库苏马/阿瑪莉亞·扎哈婭·普拉蒂維）和八強種子（印度的崔莎·喬利/普萊勒·蓋亞特里·戈比昌德），成為首支晉級瑞士賽四強的澳洲組合。最終，兩人在準決賽上直落兩局不敵中華台北的許雅晴/林琬清，止步於四強。5月，澳大利亞奧林匹克委員會宣布于亚杰與玛帕萨將代表澳大利亞參加女子雙打項目。

## 主要比賽成績
只列出曾進入準決賽的國際賽事成績：
| 年份   | 賽事                         | 公開賽級別 | 項目     | 拍檔            | 成績   |
| ------ | ---------------------------- | ---------- | -------- | --------------- | ------ |
| 2019年 | 大洋洲青年羽毛球錦標賽       | 其他       | 混合團體 | －              | 冠軍   |
| 2019年 | 大洋洲青年羽毛球錦標賽       | 其他       | 女子單打 | －              | 季軍   |
| 2019年 | 大洋洲青年羽毛球錦標賽       | 其他       | 女子雙打 | Kaitlyn Ea      | 冠軍   |
| 2019年 | 大洋洲青年羽毛球錦標賽       | 其他       | 混合雙打 | 亞貝            | 冠軍   |
| 2020年 | 大洋洲羽毛球男女子團體錦標賽 | 其他       | 女子團體 | －              | 冠軍   |
| 2022年 | 大洋洲羽毛球錦標賽           | 其他       | 混合雙打 | 米切尔·惠勒     | 季軍   |
| 2023年 | 荷蘭羽毛球國際賽             | 國際系列賽 | 女子雙打 | 何羨儒          | 準決賽 |
| 2023年 | 塞班島羽毛球國際賽           | 國際挑戰賽 | 女子雙打 | 塞特亚纳·玛帕萨 | 準決賽 |
| 2023年 | 蒙古國羽毛球國際挑戰賽       | 國際挑戰賽 | 女子雙打 | 塞特亚纳·玛帕萨 | 亞軍   |
| 2023年 | 高雄羽毛球大師賽             | 超級100賽  | 女子雙打 | 塞特亚纳·玛帕萨 | 冠軍   |
| 2023年 | 本迪戈羽毛球國際賽           | 國際挑戰賽 | 女子雙打 | 塞特亚纳·玛帕萨 | 冠軍   |
| 2023年 | 雪梨羽毛球國際賽             | 國際系列賽 | 女子雙打 | 塞特亚纳·玛帕萨 | 冠軍   |
| 2023年 | 賽義德·莫迪羽毛球國際賽      | 超級300賽  | 女子雙打 | 塞特亚纳·玛帕萨 | 準決賽 |
| 2023年 | 古瓦哈蒂羽毛球大師賽         | 超級100賽  | 女子雙打 | 塞特亚纳·玛帕萨 | 準決賽 |
| 2024年 | 大洋洲羽毛球錦標賽           | 其他       | 女子雙打 | 塞特亚纳·玛帕萨 | 冠軍   |
| 2024年 | 大洋洲羽毛球男女子團體錦標賽 | 其他       | 女子團體 | －              | 冠軍   |
| 2024年 | 瑞士羽毛球公開賽             | 超級300賽  | 女子雙打 | 塞特亚纳·玛帕萨 | 準決賽 |
| 2024年 | 澳洲羽毛球公開賽             | 超級500賽  | 女子雙打 | 塞特亚纳·玛帕萨 | 準決賽 |
| 2025年 | 大洋洲羽毛球混合團體錦標賽   | 其他       | 混合團體 | －              | 冠軍   |
| 2025年 | 大洋洲羽毛球錦標賽           | 其他       | 女子雙打 | 格罗娅·萨莫维尔 | 冠軍   |
| 2025年 | 波蘭羽毛球公開賽             | 國際挑戰賽 | 女子雙打 | 格罗娅·萨莫维尔 | 亞軍   |

| 2018-2026年 | 總決賽 | 超級1000賽 | 超級750賽 | 超級500賽 | 超級300賽 | 超級100賽 | 國際挑戰賽 | 國際系列賽 | 未來系列賽 | 其他 |

### 奧運會和世錦賽參賽紀錄
|          | 搭檔            | 2024       |
| -------- | --------------- | ---------- |
| 女子雙打 | 塞特亚纳·玛帕萨 | 小組第三名 |